# Talisca Reis
Talisca Jezierski dos Reis, född 1 augusti 1989 i Porto Velho, är en brasiliansk taekwondoutövare.

## Karriär
I mars 2010 tog Reis silver i 53 kg-klassen vid sydamerikanska spelen i Medellín efter en finalförlust mot chilenska Yeny Contreras. I december 2010 tog hon silver i 53 kg-klassen vid panamerikanska mästerskapen i Monterrey efter en finalförlust mot kanadensiska Ivett Gonda. I juli 2013 tävlade Reis i 53 kg-klassen vid VM i Puebla. Hon besegrade venezuelanska Leandris Quiñones i sextondelsfinalen men blev utslagen i åttondelsfinalen av mexikanska Diana Lara. I maj 2015 tävlade Reis i 49 kg-klassen vid VM i Tjeljabinsk, där hon blev utslagen i 32-delsfinalen av slovenska Ana Petrušić. I juni 2017 tävlade Reis i 49 kg-klassen vid VM i Muju. Hon besegrade kanadensiska Camille Dallaire-Leblanc i sextondelsfinalen men blev sedan utslagen i åttondelsfinalen av thailändska Panipak Wongpattanakit.
I juni 2018 tog Reis silver i 49 kg-klassen vid Grand Prix i Rom efter en finalförlust mot sydkoreanska Kim So-hui. Följande månad tog hon guld i 49 kg-klassen vid panamerikanska mästerskapen i Spokane efter att ha besegrat colombianska Camila Rodríguez i finalen. I maj 2019 tävlade Reis i 49 kg-klassen vid VM i Manchester, där hon blev utslagen av israeliska Avishag Semberg i sextondelsfinalen. I juli 2019 tog Reis silver i 49 kg-klassen vid panamerikanska spelen i Lima efter att ha förlorat finalen mot mexikanska Daniela Souza.
I maj 2022 tog Reis brons i 53 kg-klassen vid panamerikanska mästerskapen i Punta Cana. I oktober 2022 tog hon silver i 49 kg-klassen vid sydamerikanska spelen i Asunción efter en finalförlust mot colombianska Andrea Ramírez. Följande månad tävlade Reis i 53 kg-klassen vid VM i Guadalajara. Hon besegrade bulgariska Selen Gündüz i sextondelsfinalen men blev sedan utslagen i åttondelsfinalen av amerikanska Makayla Greenwood.